# Cerneahiv, Ostroh
Cerneahiv (în ucraineană Черняхів) este un sat în comuna Mohîleanî din raionul Ostroh, regiunea Rivne, Ucraina.

## Demografie
Componența lingvistică a localității Cerneahiv
     Ucraineană (99,75%)
     Alte limbi (0,25%)
Conform recensământului din 2001, majoritatea populației localității Cerneahiv era vorbitoare de ucraineană (99,75%), existând în minoritate și vorbitori de alte limbi.